# Rudolf Kiszling
Rudolf Kiszling (* 8. Januar 1882 in Groß Becskerek, Banat, Österreich-Ungarn; † 18. Mai 1976 in Purkersdorf, Niederösterreich) war ein österreichischer Offizier, Militärhistoriker und Archivar. Nach seiner Karriere als Offizier im Generalstab arbeitete Kiszling ab 1920 im Kriegsarchiv Wien, wo er als Hauptschriftleiter und maßgeblicher Autor das militärhistorische Werk Österreich-Ungarns letzter Krieg 1914–1918 verantwortete. 1936 übernahm er die Leitung des Kriegsarchivs, die er bis April 1945 innehatte. In der Zeit des Nationalsozialismus war er weniger schriftstellerisch tätig. Er erweiterte die Bestände des Archivs, auch durch seine Beteiligung am Raub von Archivgut während des Zweiten Weltkriegs. Kiszling vertrat in seinen zahlreichen Publikationen die offizielle militärhistorische Darstellung des österreichischen Generalstabes, die keine Kritik an der militärischen Führung zuließ. Er war Mitglied der Historischen Kommission für Schlesien.

## Leben

### Karriere als Generalstabsoffizier
Der Sohn eines kaiserlich-königlichen Generalmajors besuchte zunächst drei Klassen der Realschule in Hermannstadt und Wien. Nachdem er zwei Jahre Schüler der Militärunterrealschule in Eisenstadt und der Militäroberrealschule in Mährisch Weißkirchen gewesen war, absolvierte er die Theresianische Militärakademie und kam 1902 als Leutnant zum 4. Tiroler Kaiserjägerregiment. 1904 erhielt er die österreichische Staatsbürgerschaft. Er schlug die Generalstabslaufbahn ein, besuchte von 1905 bis 1907 die k.u.k. Kriegsschule und wurde 1907 dem Generalstab zugeteilt. Ab dem 1. November 1910 diente er in der Generalstabsabteilung des XII. Korps. Am 1. Mai 1911 zum Hauptmann im Generalstab befördert, kam er am 8. Juni 1915 zur Generalstabsabteilung der Siebenbürger Gendarmerie-Truppen-Division, der späteren 70. Honvéd Infanterie-Truppen-Division. Am 10. Dezember 1915 wurde er deren Generalstabschef. Am 1. Februar 1916 zum Major im Generalstab befördert, übernahm er am 26. August 1916 den Generalstab der 71. Infanterie-Truppen-Division. Am 6. September 1917 wurde er zur Materiellen Gruppe beim Hauptgruppenkommando in Boroević versetzt. Nach seiner zum 1. Mai erfolgten Beförderung zum Oberstleutnant im Generalstab wurde er am 23. November 1918 Stabschef beim Landesbefehlshaber für Deutsch-Böhmen.

### Archivar im Kriegsarchiv Wien
Am 18. Juni 1920 verließ Kiszling den aktiven Dienst und kam ans Kriegsarchiv Wien, wo er 1924 Beamter des wissenschaftlichen Dienstes (Nachsicht vom Erfordernis der Hochschulbildung) wurde. Dort entstand 1925/26 eine neue kriegsgeschichtliche Abteilung unter seiner Leitung, in der die Darstellung „Österreich-Ungarns letzter Krieg 1914–1918“ als das letzte „Generalstabswerk“ des Wiener Kriegsarchivs erarbeitet wurde. Kiszling wurde 1926 Staatsarchivar und 1928 Oberstaatsarchivar. Er lehrte von 1929 bis 1931 Strategie am Höheren Offizierskurs des Bundesheeres und wurde am 13. Juni 1930 zum Oberst a. D. befördert sowie 1934 zum Hofrat ernannt. Als der Direktor des Kriegsarchivs Edmund Glaise-Horstenau infolge des Juliabkommens 1936 in die Regierung Schuschnigg eintrat, installierte er am 1. September 1936 Kiszling zunächst provisorisch als Leiter des Kriegsarchivs.
Der Historiker Peter Broucek teilte 2014 mit, Kiszling sei am nationalsozialistischen Juliputsch 1934 beteiligt gewesen, bei dem Bundeskanzler Engelbert Dollfuß erschossen wurde. Der über 90-jährige Kiszling habe Mitte der 1970er-Jahre in einem Gespräch angegeben, er selbst habe Otto Planetta und Rudolf Prochaska als Anführer des Aufstands angeworben. Prochaska sei neben Planetta der zweite Attentäter gewesen, der auf Dollfuß geschossen habe. Broucek zufolge habe der Historiker Ludwig Jedlicka bestätigt, von Kiszling dieselbe Information erhalten zu haben. Brouczek hält Kiszlings Angaben für wahrheitsgemäß.

### Direktor des Heeresarchivs Wien
Kiszling wurde zum 1. Januar 1937 zum Generalstaatsarchivar ernannt. Nach dem „Anschluss“ Österreichs an das Deutsche Reich wurde das Kriegsarchiv nach deutschem Muster remilitarisiert und als „Heeresarchiv Wien“ in die deutsche Organisation eingepasst. Die Bediensteten wurden dadurch zu uniformierten Beamten der Wehrmacht. Kiszling stellte am 11. Mai 1938 einen Antrag auf Aufnahme in die NSDAP, wurde aber vom Gaupersonalamt kritisch, als nicht für die nationalsozialistische Idee zu gewinnen, beurteilt. Er sei „der Typus jenes altösterreichischen Beamtentums […], dass [!] sich jedem herrschenden Regime anzupassen versteht“. Als Banater Deutscher war Kiszling aber bekanntermaßen „nationalbetont“ eingestellt. 1939 behauptete er, im Kriegsarchiv sei „die Idee des Anschlusses nicht nur illegal, sondern ganz offen hochgehalten“ worden. In einer Broschüre des vermeintlichen SA-Brigadeführers Emil Jäger wurde er 1939 als Mitglied der illegalen SA-Brigade 6 benannt. Wahrscheinlich hat eine solche Brigade nicht existiert. Kiszling erhielt aber die Medaille zur Erinnerung an den 13. März 1938. Entsprechende Aktenstücke der Kriegsarchivregistratur waren 1946 nicht mehr auffindbar, und Kiszling wurde von der Polizei verdächtigt, er habe belastendes Aktenmaterial verschwinden lassen. 1941 zollte er in einer Publikation „der unübertrefflichen Staatskunst unseres Führers und Reichskanzlers Adolf Hitler“ seinen Tribut.
Kiszling übernahm zum 1. Oktober 1938 endgültig die Direktion des Heeresarchivs. Trotzdem wurde eine Rückkehr Glaises an die Spitze des Heeresarchivs erst im April 1941 unwahrscheinlich, als dieser zum „Deutschen General in Agram“ ernannt wurde. Nach dem „Anschluss“ wurde Kiszling zunächst als Heeresoberarchivrat (Oberstleutnant) eingestuft, im April 1939 dann (mit Wirkung vom 1. Oktober 1938) als Oberst höherer Gebühr mit dem Titel „Heeresarchivdirektor“ und dem Recht, die Rang- und Dienstgradabzeichen eines Generalmajors zu führen.
Die wissenschaftliche Tätigkeit kam im Heeresarchiv nach 1938 weitgehend zum Erliegen. Das Heeresarchiv war angewiesen, möglichst nur die amtliche Fremdforschung durch die deutsche Kriegsgeschichtliche Forschungsanstalt des Heeres zu unterstützen. Kiszling entwickelte eine latente Aversion gegen das „Altreich“ und dessen Vertreter in Österreich. Er widersetzte sich dem preußisch-deutschen Aktenplan und der Einführung der entsprechenden Archivterminologie. Beiträge zu einer Vortragsreihe über die Nationalitäten der österreichisch-ungarischen Monarchie („Das Völkerbild der ehemaligen österreichischungarischen Monarchie“, Dezember 1944) konnten nicht mehr gedruckt, sondern nur mehr hektografiert werden. Ein Projekt über „kroatisches Soldatentum“ scheiterte, und aus Rücksicht auf das verbündete Italien erschien ein Aufsatz Kiszlings über Durchbruchsschlachten an der italienischen Front während des Ersten Weltkriegs nicht in der Zeitschrift Militärwissenschaftliche Rundschau. 1944 wurde Kiszling in die Kommission für Neuere Geschichte des ehemaligen Österreichs kooptiert. Eine angedachte Ehrendoktorwürde kam aber nicht mehr zustande.
Kiszling bemühte sich während des Zweiten Weltkriegs darum, k. u. k. Militärschriftgut für das Wiener Heeresarchiv zu gewinnen. Das Heeresarchiv beteiligte sich aktiv am deutschen Raub von Archivalien. Schon nach der Errichtung des Protektorats Böhmen und Mähren hatte Kiszling im März 1939 die Errichtung eines ihm unterstellten „Heeresarchivs Prag“ vorgeschlagen. Von August bis November 1940 baute er dann in Prag eine Zweigstelle des Heeresarchivs auf. Die Akten der österreichisch-ungarischen Armee verblieben zwar in Prag; Kiszling konnte aber Prager Archivalien zu Wallenstein nach Wien holen und übernahm beispielsweise aus Polen die Akten des XI. Korpskommandos (Galizisches Generalkommando, Lemberg) und des Militärgeneralgouvernements Lublin. Im Staatsarchiv Zagreb wurde ein Großteil der Registratur des Heeresgruppenkommandos an der Isonzofront sichergestellt und mit Zustimmung von Ante Pavelić im Sommer 1941 nach Wien geholt. Ergänzungen kamen aus der Kriegsgeschichtlichen Abteilung des jugoslawischen Heeres- und Marineministeriums in Belgrad.

### Nach dem Zweiten Weltkrieg
Nach dem Ende der Schlacht um Wien am 13. April 1945 war Kiszling vom 17. bis zum 26. April 1945 von der Roten Armee inhaftiert. In dieser Zeit bestimmte sich Oskar Regele zum kommissarischen Leiter des Heeresarchivs. Kiszlings bisheriger Stellvertreter Josef Mündl übernahm am 8. Mai 1945 die Direktion. Der entrüstete Kiszling, der gehofft hatte, weiter als Direktor amtieren zu können, besetzte noch bis Juli 1945 das Dienstzimmer und wurde rückwirkend zum 27. April 1945 suspendiert. Im Juni 1946 wurde er mit Wirkung vom 1. Mai 1945 pensioniert. Oskar Regele, dem es inzwischen gelungen war, Mündl als Direktor des Kriegsarchivs abzulösen, war mit Kiszling zerstritten und untersagte den Mitarbeitern jeden Verkehr mit Kiszling. Gleichwohl gelang es Kiszling, in der neuen Republik weitgehend rehabilitiert zu werden. Zu seinem 90. Geburtstag 1972 erhielt Kiszling den Berufstitel Professor und das Ehrenkreuz für Wissenschaft und Kunst und wurde Ehrenmitglied des „Verbands Österreichischer Archivarinnen und Archivare“ (VÖA). Bis ins Greisenalter beriet Kiszling Studenten und junge Forscher.

## Werk
Als Hauptschriftleiter zeichnete Kiszling maßgeblich für das amtliche österreichische Werk über den Ersten Weltkrieg, Österreich-Ungarns letzter Krieg, verantwortlich. Er steuerte selbst etwa ein Viertel der Beiträge bei. Für die Reihe Schlachten des Weltkrieges des deutschen Reichsarchivs schrieb er Bände über Schlachten an der Ostfront. Seine streng kriegs- bzw. operationsgeschichtlich ausgerichtete Darstellung war von dem Bemühen um Traditionspflege und Prestigewahrung geprägt und klammerte Kritik an der militärischen Führung aus. Kiszling folgte der offiziellen Interpretation, die Feldmarschall Franz Conrad von Hötzendorf zum letzten großen militärischen Führer der Habsburgermonarchie stilisierte und dessen strategische Fehleinschätzungen, die Österreich-Ungarn zu Beginn des Ersten Weltkriegs in ein militärisches Desaster an beiden Fronten geführt hatten, verschleierte. Kiszlings erster Aufsatz über die österreichisch-ungarische Mobilmachung 1914 erschien 1921 erst, nachdem Conrad ihn persönlich abgenommen hatte. Auch in Veröffentlichungen nach dem Zweiten Weltkrieg machte Kiszling technische Schwierigkeiten mit der Eisenbahn für die Probleme der österreichisch-ungarischen Mobilisierung 1914 verantwortlich. Erst in seinem 1984 postum erschienenen letzten Buch, Die Hohe Führung der Heere Habsburgs im Ersten Weltkrieg, räumte Kiszling ein, dass Conrad auch Fehler begangen habe.
Als außerordentlich produktiver Autor beschäftigte sich Kiszling in einer Reihe weiterer historischer Monografien und Aufsätze mit der Zeit von der zweiten Hälfte des 19. Jahrhunderts bis zum Ausbruch des Ersten Weltkriegs. Zwar war Kiszlings Darstellung der Ereignisse des Jahres 1914 bewusst irreführend, trotzdem wurde sie allgemein akzeptiert und fand Eingang in andere biographische und militärhistorische Darstellungen. Auch im archivischen Bereich unterschlug Kiszling Unliebsames. So enthielt er der Forschung einen Sammelakt zur Affäre um Oberst Redl vor, indem er ihn in einem versiegelten Kuvert falsch ablegen ließ. Erst 1994 wurden die lange vermissten Akten zufällig wiedergefunden.

## Schriften
- Edmund von Glaise-Horstenau et al.: Oesterreich-Ungarns letzter Krieg 1914–1918. Verlag der Militärwissenschaftlichen Mitteilungen, Wien 1930–1938.
- 1914. Die militärischen Probleme unseres Kriegsbeginnes : Ideen, Gründe und Zusammenhänge. Wien; Selbstverlag des Verfassers(IS), Pitreich, Max, [S.l.] 1934.
- Die Eroberung von Ofen 1686. Von Rudolf Kiszling. Mit 1 Beilage. Militärwissenschaftl. Mitteilungen, Wien 1936.
- mit Friedrich Ernst Eduard Arnold von Cochenhausen (Hrsg.): Österreichische Feldherren und ihre Beziehungen zum Deutschtum. Verl. Militärwissenschaftl. Mitteilungen, Wien 1941.
- (Hrsg.): Die Revolution im Kaisertum Österreich 1848–1849. Universum-Verl.-Ges, Wien 1948.
- Fürst Felix zu Schwarzenberg. Der politische Lehrmeister Kaiser Franz Josephs. Böhlau, Graz 1952.
- Erzherzog Franz Ferdinand von Österreich-Este. Leben, Pläne und Wirken am Schicksalsweg der Donaumonarchie. Böhlau, Graz u. a. 1953.
- Die Kroaten. Der Schicksalsweg eines Südslawenvolkes. Böhlau, Graz, Köln 1956.
- Géza Freiherr Fejérváry de Komlos-Keresztes, 1833–1914. In: Neue österreichische Biographie ab 1815. 12 (1957) 1957, S. 89–97.
- Feldzeugmeister Gabriel Freiherr von Rodich, 1812–1890. In: Neue österreichische Biographie ab 1815. 11 (1957) 1957, S. 127–136.
- Österreich-Ungarns Anteil am Ersten Weltkrieg. Stiasny, Graz 1958.
- Zweitausend Jahre Kriegsgeschehen an der Donau. In: Der Donauraum : Zeitschrift des Institutes für den Donauraum und Mitteleuropa. 3, Nr. 4, 1958, S. 208–221.
- Die militärischen Vereinbarungen der Kleinen Entente 1929–1937. Oldenbourg, München 1959.
- Fürst Felix zu Schwarzenberg, 1800–1852. In: Gestalter der Geschicke Österreichs. 1962, S. 357–370.
- Prinz Eugen von Savoyen als Feldherr. Inst. f. Österreichkunde, Graz 1963.
- Die Hohe Führung der Heere Habsburg im Ersten Weltkrieg. Bundesministerium für Landesverteidigung, Büro für Wehrpolitik, Wien 1977.